# Zhuge Zhi
Zhuge Zhi, in cinese (諸葛直T, Zhūgě ZhíP; ... – 231), è stato un esploratore cinese, al servizio dello stato di Wu.

## Biografia
Zhuge Zhi servì sotto Sun Quan. Nonostante le obiezioni mosse dagli strateghi Quan Cong e Lu Xun, nel 230 venne inviato insieme a Wei Wen alla ricerca delle isole leggendarie di Yizhou (夷洲) e Danzhou (亶洲), che potrebbero coincidere rispettivamente con Taiwan e Giappone, e conquistarle. L'anno successivo i due esploratori tornarono dal loro viaggio avendo trovato  una delle due isole (Yizhou), ma avendo perso per malattia circa l'80-90% dei marinai messigli a disposizione. Sun Quan non ammise la follia del suo progetto e fece giustiziare i due esploratori.